# Mezquita Azul de Tabriz
La mezquita Azul ( en persa: مسجد کبود‎ - Masjed-e Kabūd) es una importante mezquita situada en la ciudad de Tabrīz, Irán. La mezquita, junto con otros edificios públicos, fue construida en 1465 por órdenes de Jahān Shāh, rey de Kara Koyunlu.
La mezquita fue dañada gravemente en un terremoto de 1779, del que solo sobrevivió el iwán de entrada. En 1973 Reza Memaran Benam empezó su reconstrucción bajo la supervisión del Ministerio de Cultura de Irán. Sin embargo, los azulejos aún están incompletos.
El 9 de agosto de 2007 la mezquita Azul fue incluida en la Lista indicativa de Irán.

## Historia

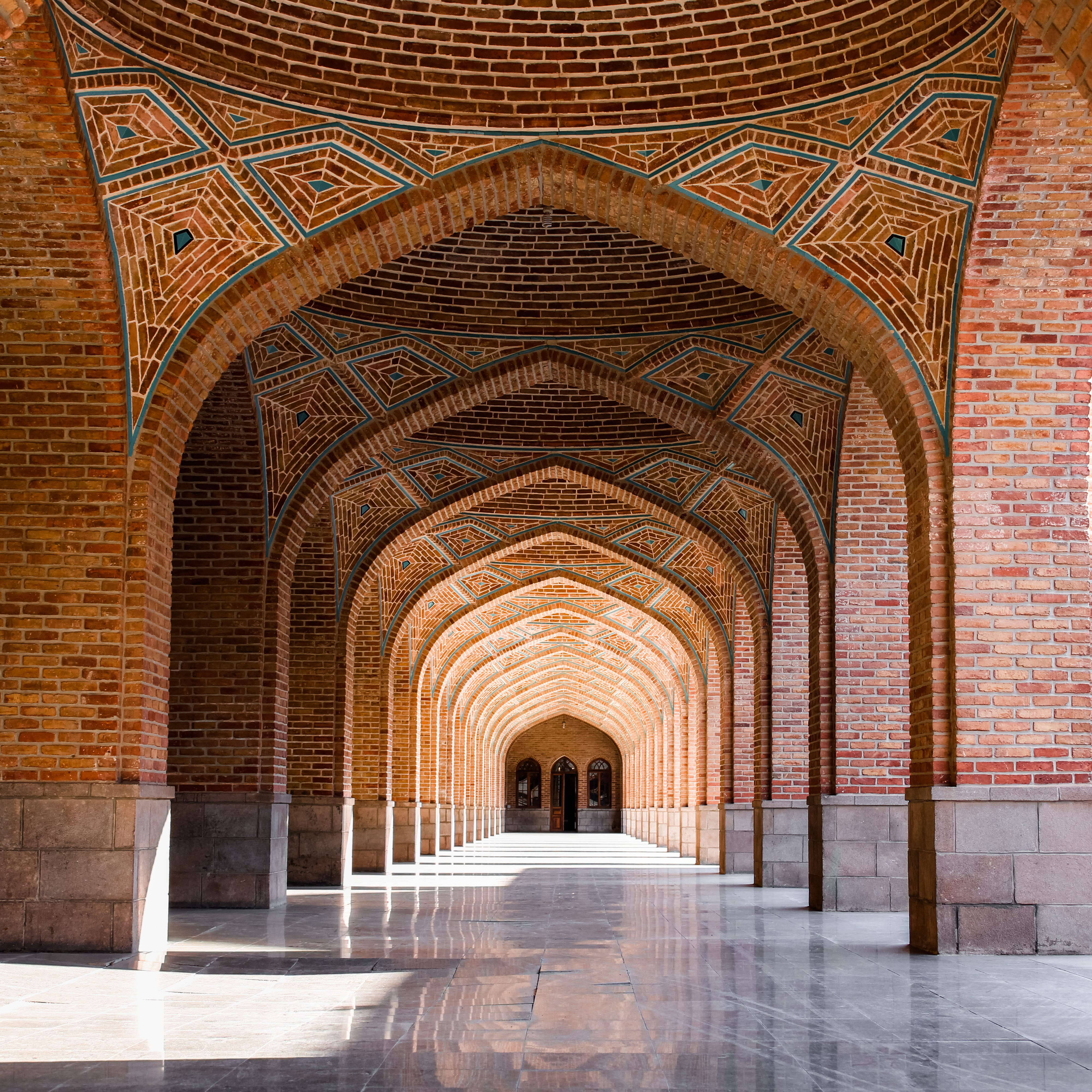
Arcadas de la mezquita

La Mezquita Azul de Tabriz se construyó bajo las órdenes de Jahān Shāh, rey de la dinastía Kara Koyunlu, que hizo a Tabriz capital de su reino. Este reino cubría una parte importante de los actuales Irán, Azerbaiyán y Turquía. Fue asesinado por Uzun Hassan (rey de Ak Koyunlu) y enterrado en lo que sobrevivió de la mezquita.
El mausoleo se construyó en la parte sur de la mezquita y está cubierto enteramente con altas losas de mármol en los que se grabaron versos del Corán en caligrafía thuluth sobre un fondo de valiosos arabescos. El techo del mausoleo y la sala principal de la mezquita se derrumbaron durante un terremoto en el 1779 y se reconstruyeron en 1973 gracias a los esfuerzos del arquitecto Reza Memaran Benam, bajo la supervisión de la organización nacional para la conservación de monumentos antiguos.

## Caligrafía
Las caligrafías cúfica y thuluth, los patrones de los arabescos, y sus composiciones cromáticas fueron realizadas por el famoso calígrafo Nematollah-ben-Mohammad-ol-Bavab. El interior y el exterior de estas paredes se ha cubierto con azulejos.

## Galería de imágenes

Exterior
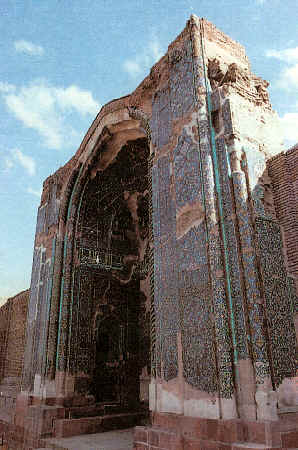
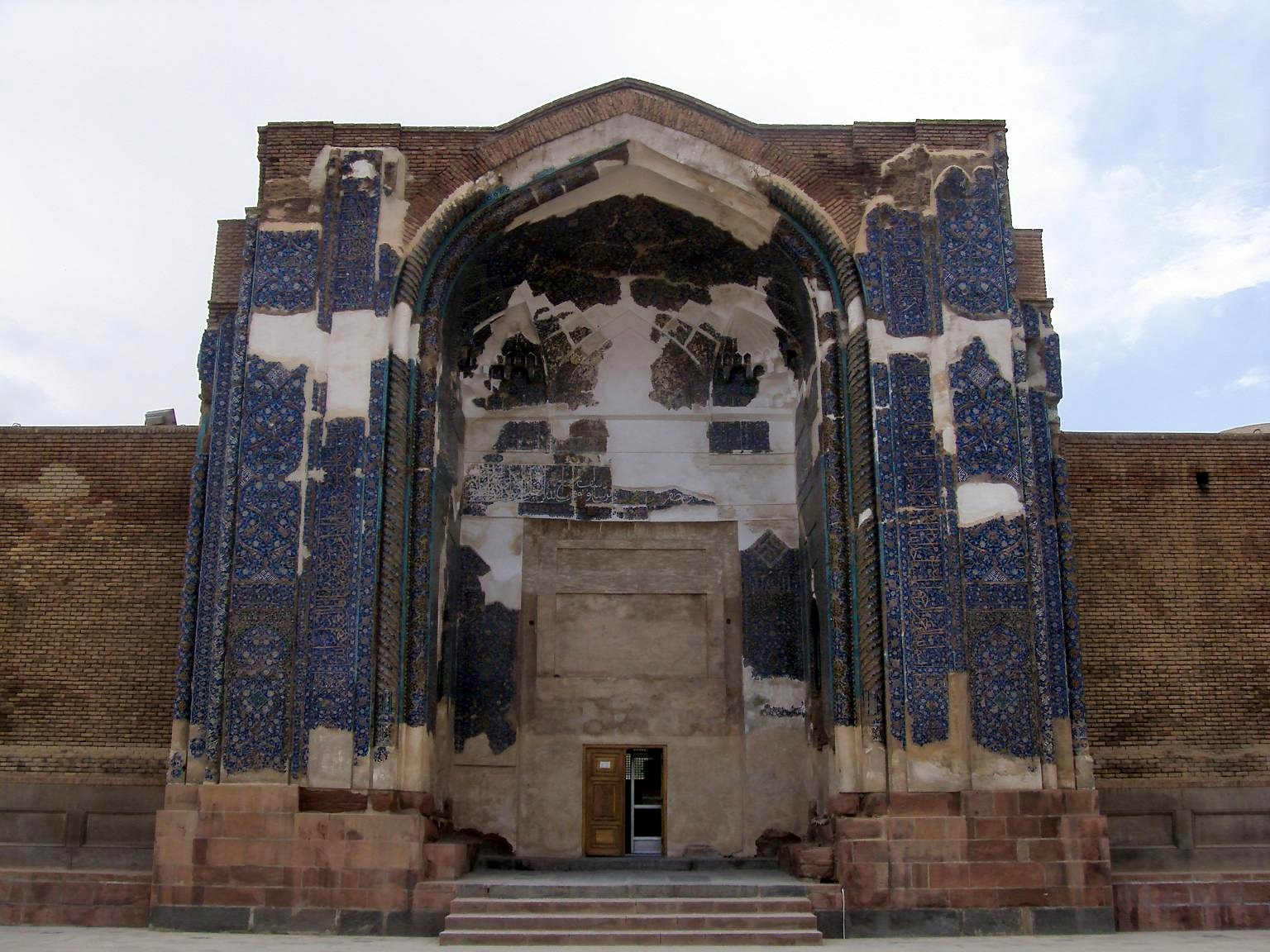
Puerta
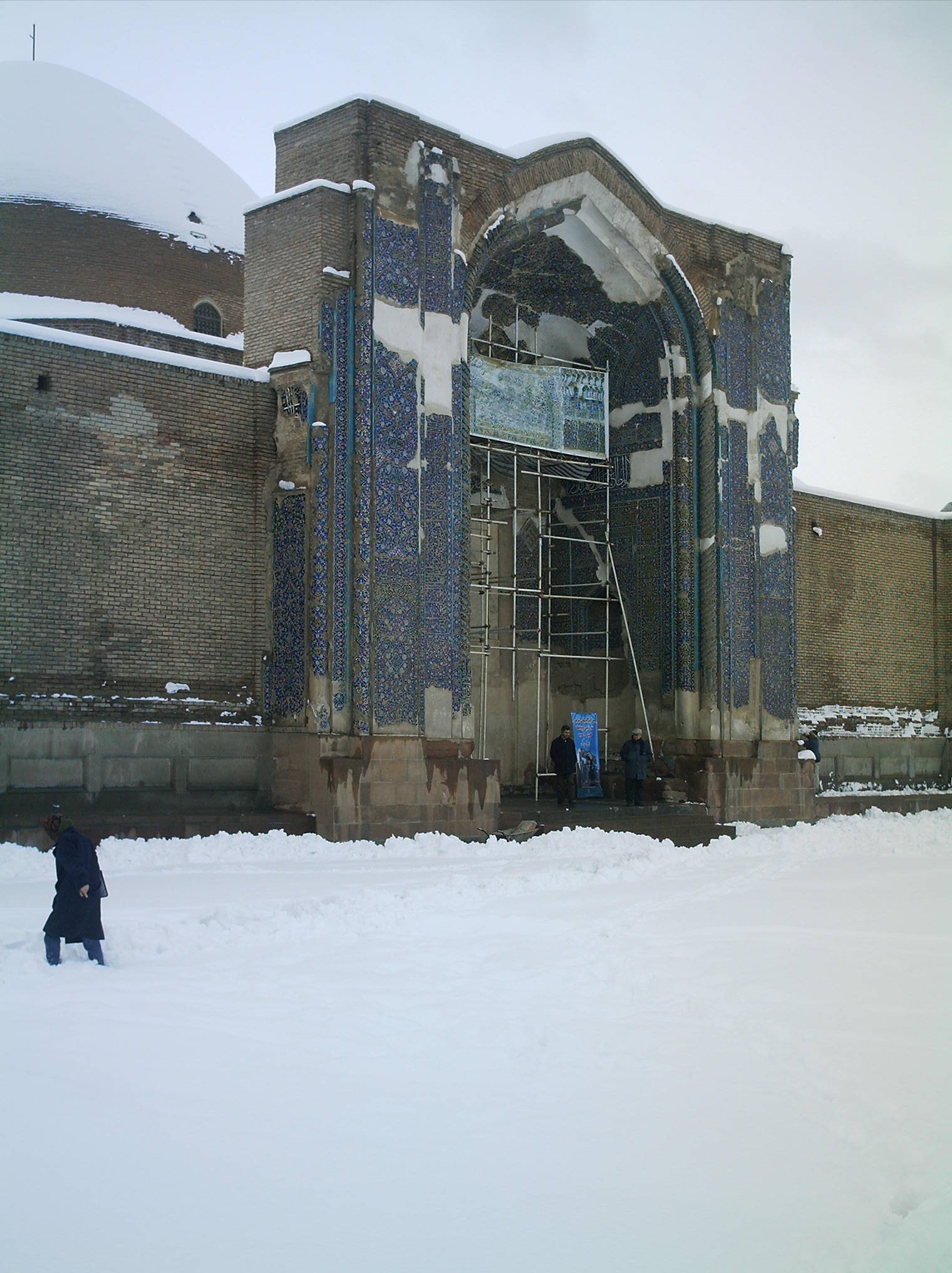
Entrada a la Mezquita Azul.
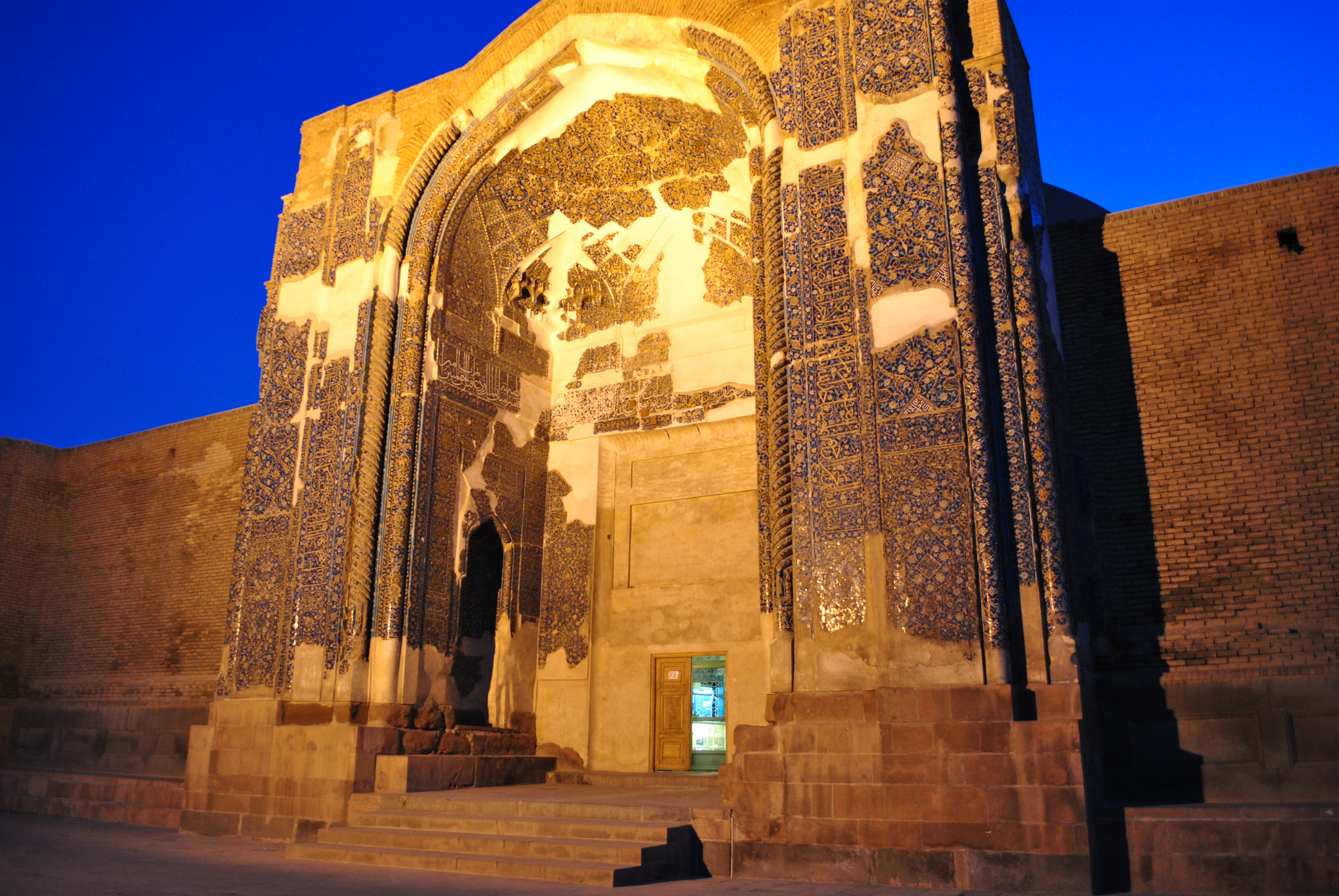
La entrada por la noche
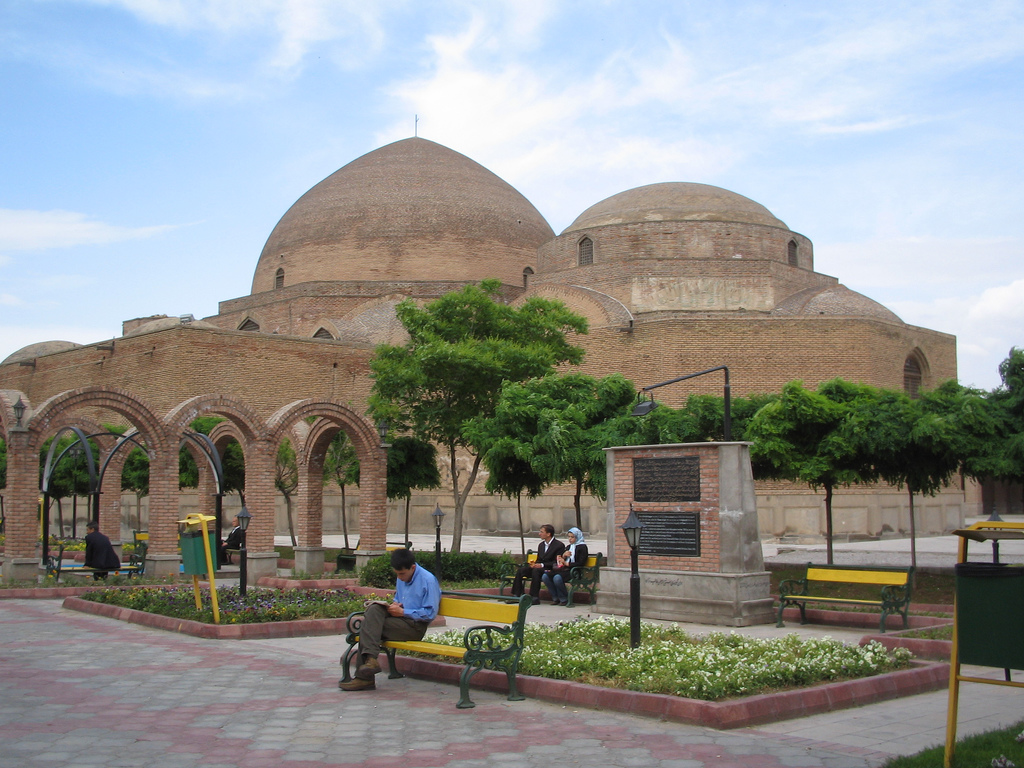
Vista del conjunto

Interior
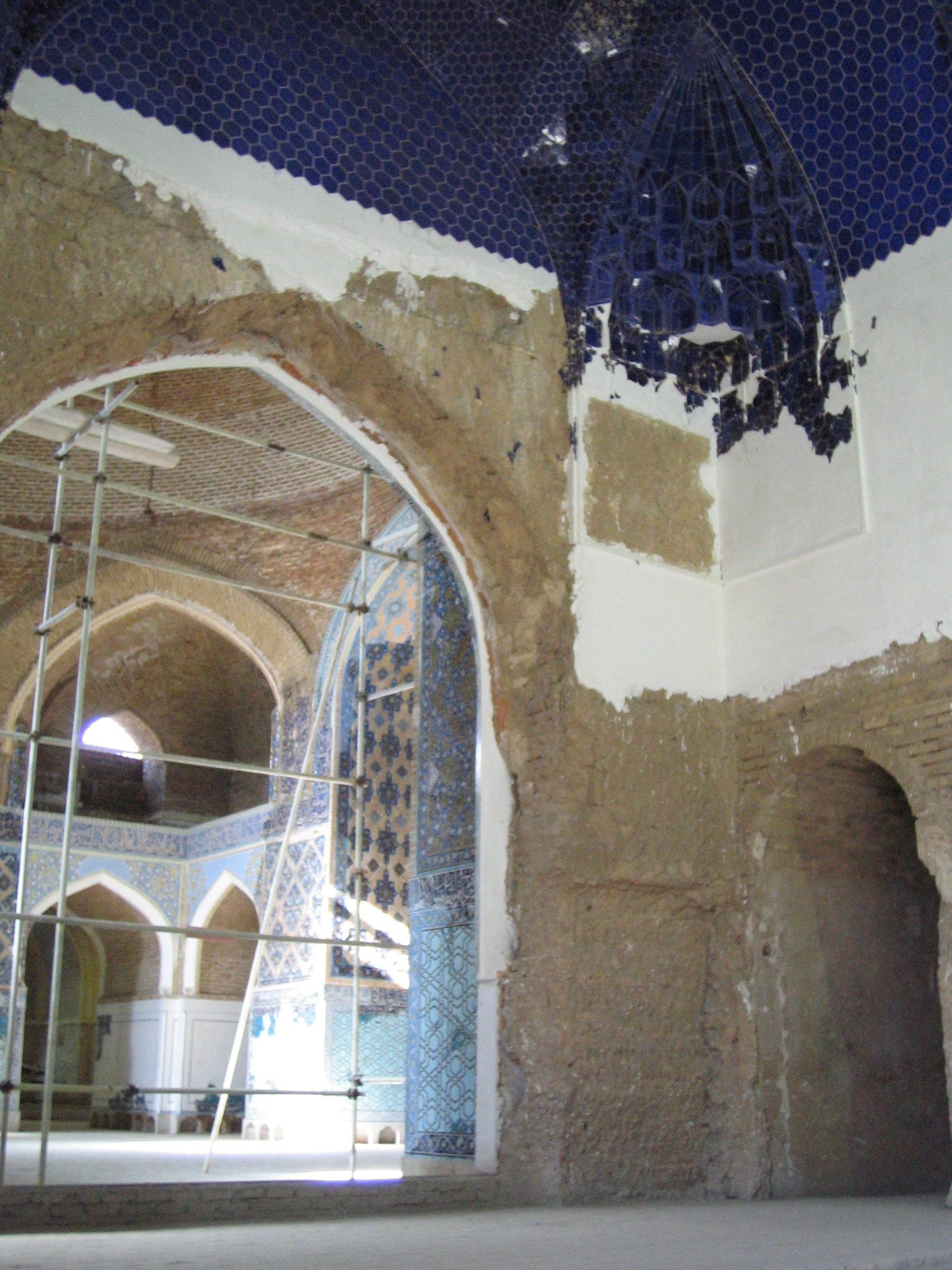
Interior
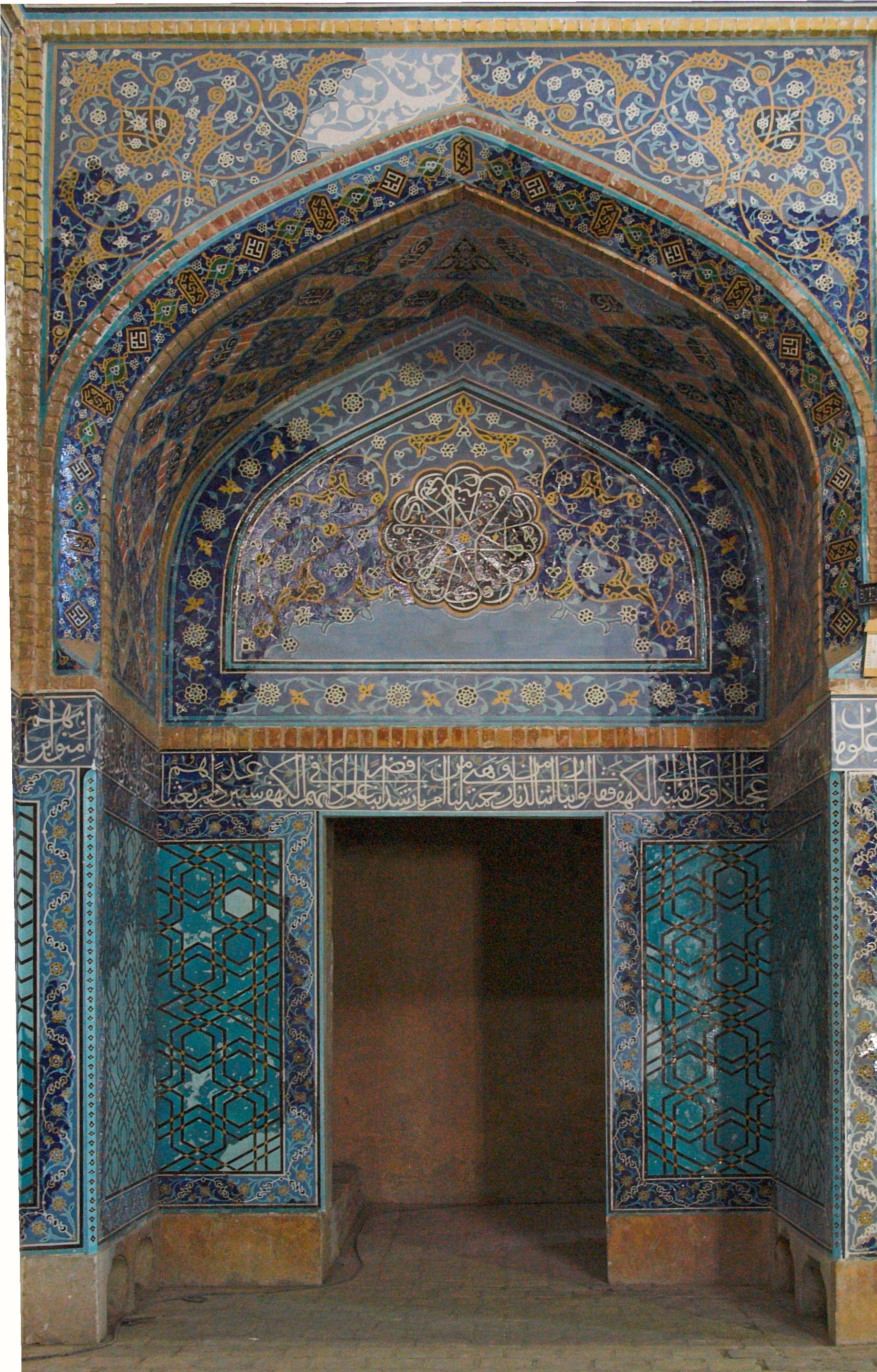
Una de las puertas
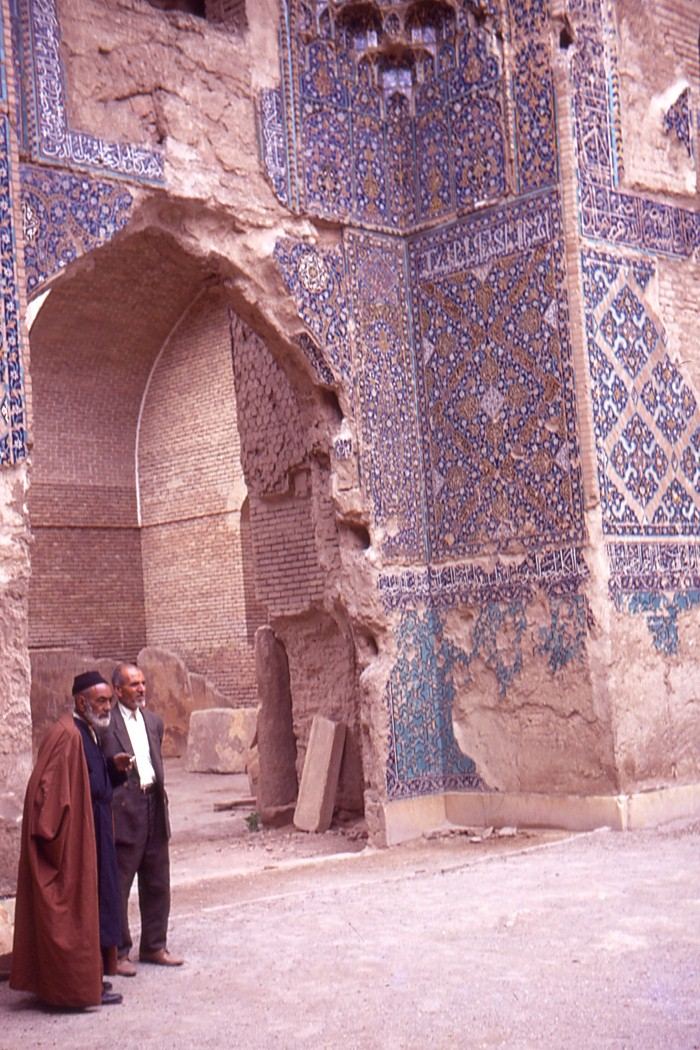
la Mezquita Azul en 1969
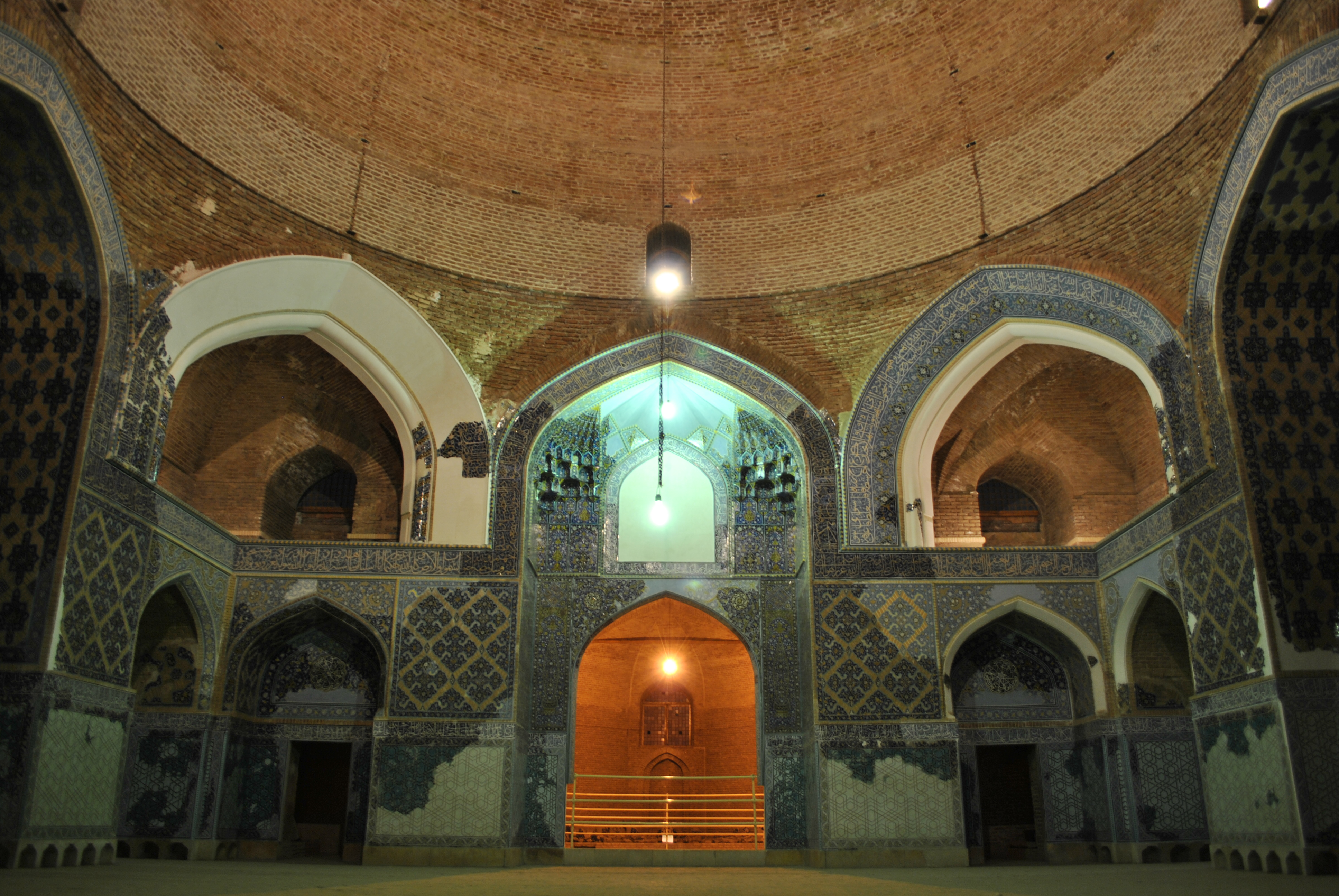
El interior por la noche
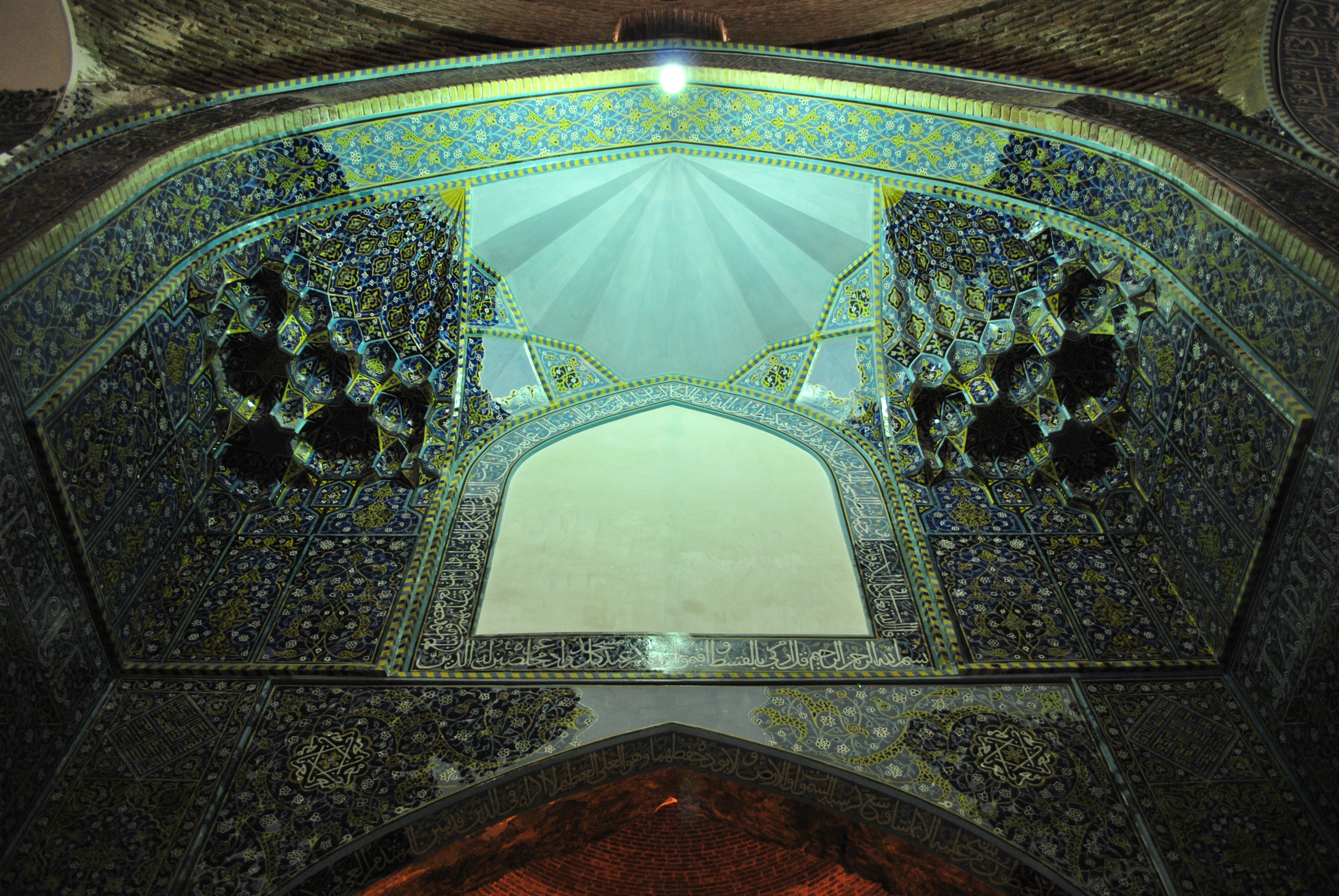
El interior por la noche
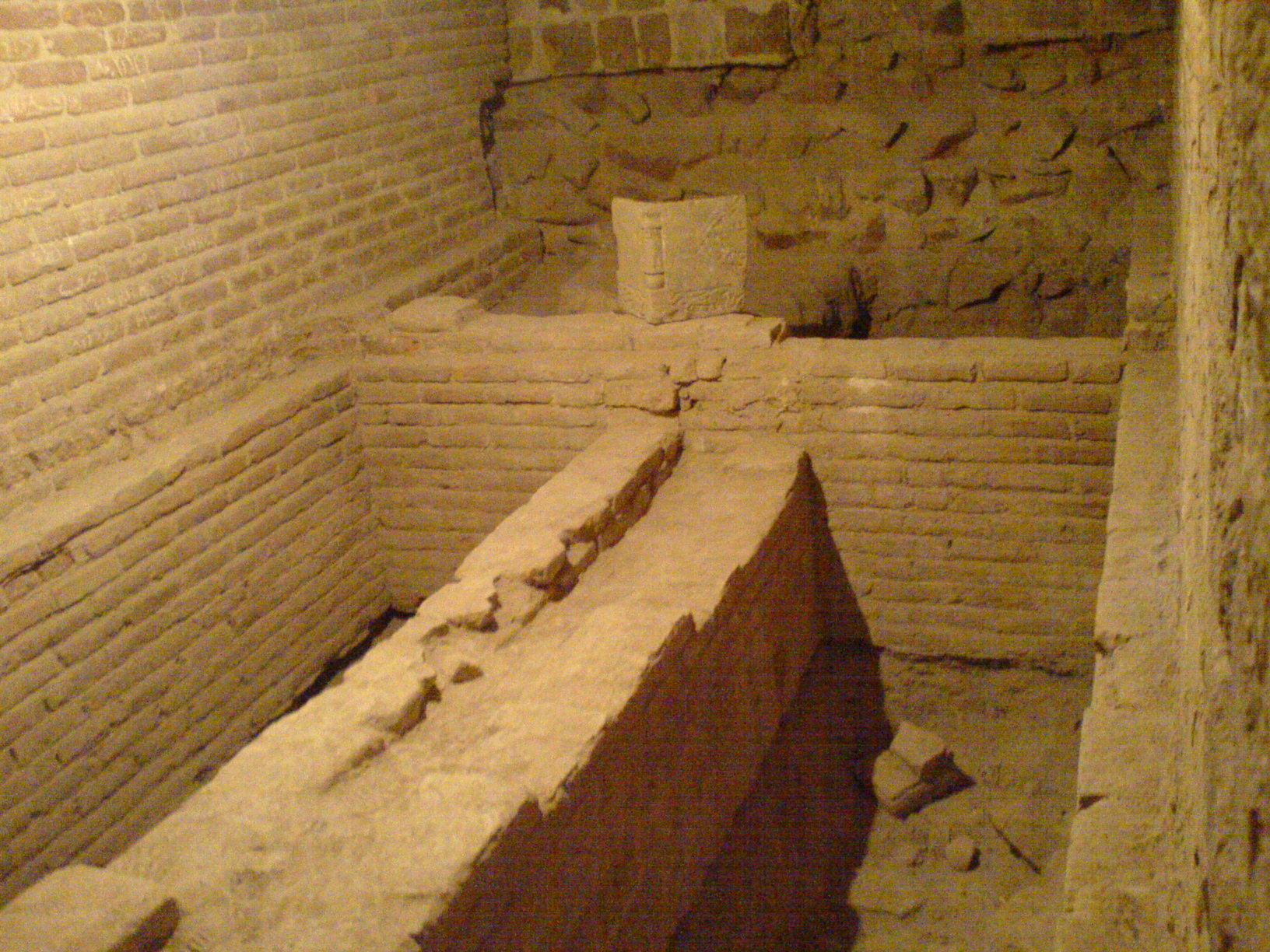
La tumba de Jahān Shāh en el sur de la mezquita

Pinturas de la mezquita
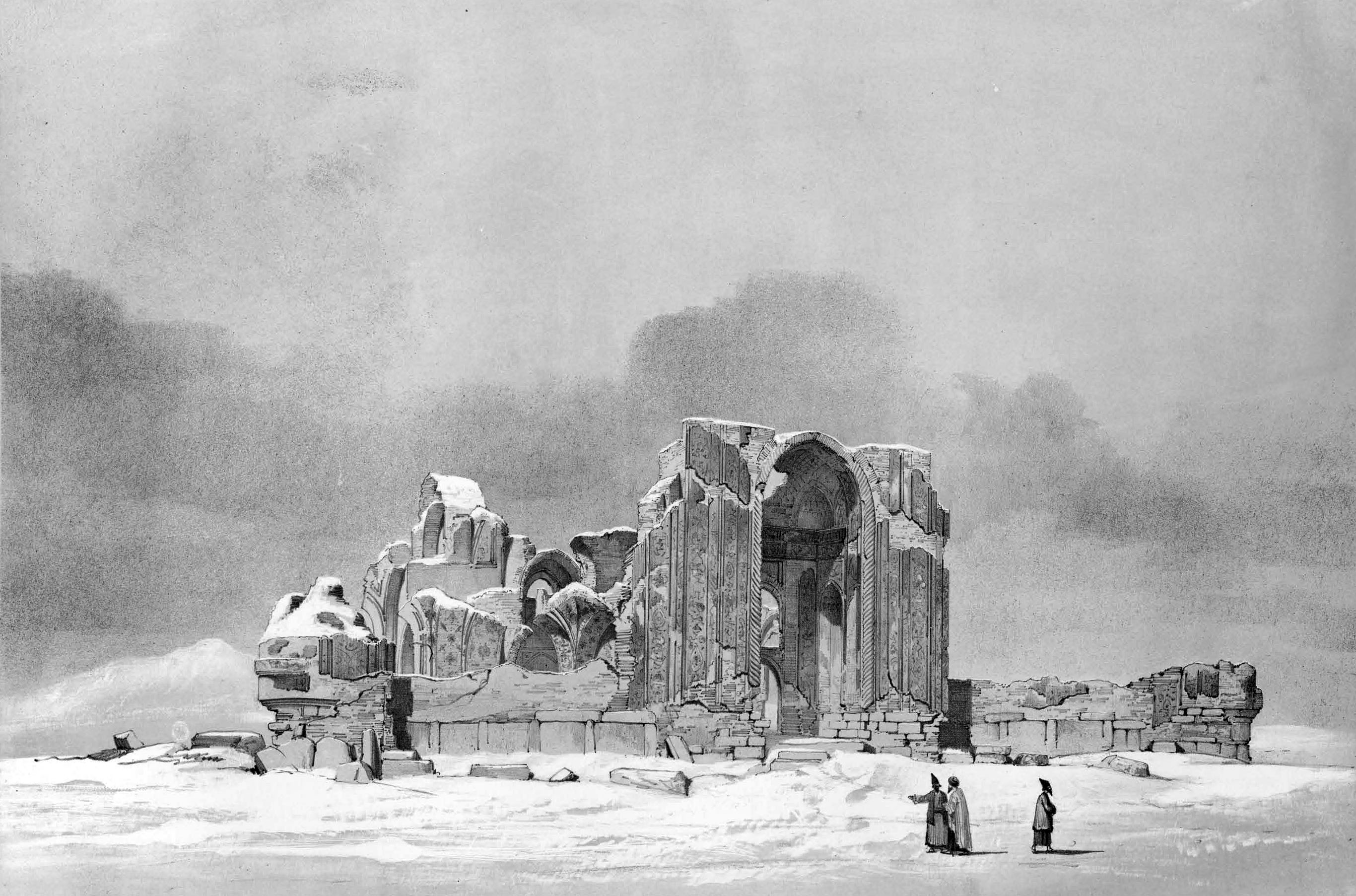
Las ruinas de la Mezquita Azul, Eugène Flandin 1841
Pintura de la Mezquita Azul de un turista francés, Jules Laurens, 1872.